# Simmern/Hunsrück
Simmern/Hunsrück é uma cidade da Alemanha localizada no distrito de Rhein-Hunsrück, estado da Renânia-Palatinado.
É membro e sede da associação municipal Verbandsgemeinde Simmern/Hunsrück.